# Fatima El Khaoui
Fatima El Khaoui is een personage uit de Vlaamse ziekenhuisserie Spoed dat werd gespeeld door Elise De Vliegher. Ze was een vast personage van 2002 tot 2003.

## Personage
Fatima El Khaoui komt aan het eind van seizoen 4 verpleegster Fien Aerts vervangen, wanneer die wordt overgeplaatst. Ze wordt smoorverliefd op dokter Jos Blijlevens, de vriend van haar voorgangster. Wanneer blijkt dat die liefde niet wederzijds is, is Fatima er het hart van in.

### Vertrek
Fatima neemt ontslag in seizoen 5. Ze kon er niet mee leven dat haar gevoelens voor Jos niet door hem beantwoord werden. Ze wordt opgevolgd door Melinda De Cock.
Ze schreef nog een brief naar Jos voor ze vertrok. Hij leest de brief en rent naar haar toe, maar het is te laat. Hij ziet voor zijn ogen dat ze vertrekt.